# Strage del Turchino
La strage del Turchino è un eccidio di prigionieri politici compiuto dalle SS, durante le prime ore del mattino del 19 maggio 1944 in località Fontanafredda, sulle pendici del Bric Busa, nelle vicinanze del passo del Turchino. Vi trovarono la morte 59 civili italiani.

## Fatti
La strage seguì di qualche giorno l'attentato al cinema Odeon di Genova, che era stato requisito per essere destinato ad uso esclusivo delle truppe tedesche. L'accesso ai civili italiani era vietato e un presidio di militari controllava l'identità di chi entrava. Nell'attentato, compiuto alle ore 19 del 15 maggio da un gappista che si era travestito da tenente della Wehrmacht, morirono quattro marinai tedeschi e altri sedici rimasero feriti, uno dei quali morì nei giorni successivi.
Le modalità di esecuzione della rappresaglia terroristica che ne seguì furono particolarmente dure, giungendo oltre anche al rapporto di 10 a 1 previsto dal bando di Kesselring, già messo in opera nell'eccidio delle Fosse Ardeatine. Prelevate di notte dal carcere genovese di Marassi, le 59 vittime, molte non ancora ventenni, furono trasportate a bordo di camion al passo del Turchino e di lì, dopo un percorso di un paio di chilometri, condotte fino ai prati del versante meridionale del Bric Busa. In questa località, a gruppi di sei, furono fatti salire sopra delle tavole, disposte su una grande fossa che il giorno precedente un gruppo di ebrei era stato costretto a scavare, in modo che ognuno, prima di cadervi dentro dopo la scarica di mitra, potesse vedere i cadaveri dei suoi compagni.

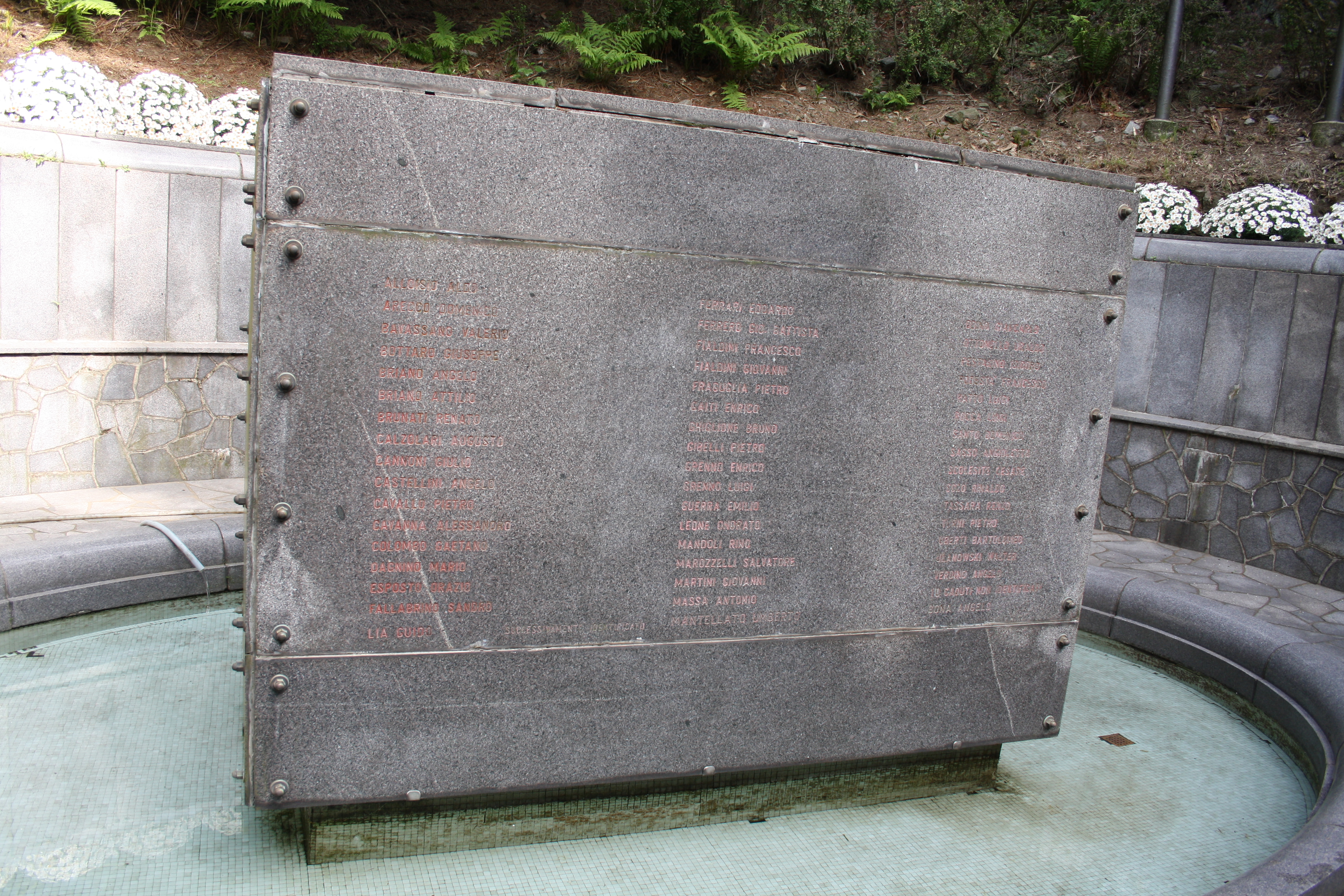
Il cippo commemorativo

Tra le 59 vittime, ventidue erano scampate alla strage della Benedicta compiuta solo un mese prima.
Per la strage del Turchino e per quelle della Benedicta, di Portofino e di Cravasco, dove trovarono la morte complessivamente 246 persone, Siegfried Engel, ex-capo delle SS a Genova, conosciuto anche come il «boia di Genova», fu condannato all'ergastolo in Italia nel 1999, ma non scontò mai la pena in quanto la prassi diplomatica tedesca non accettava l'estradizione. Nel 2002, novantatreenne, Engel è stato processato ad Amburgo e condannato a sette anni di reclusione per crimini di guerra, che non ha tuttavia scontato a causa dell'età avanzata. È morto nel 2006, a 97 anni, senza aver scontato pene detentive.
Nel luogo della strage, lungo la strada provinciale n.73 del passo del Faiallo, è stato costruito un monumento commemorativo conosciuto come «Sacrario dei Martiri del Turchino».
Ai Martiri del Turchino è stato dedicato il nuovo tunnel del Turchino, aperto nel 2013.

## I martiri del Turchino
(Anonimo, sul "Libro dei visitatori", 5 luglio 1998)
 Pablo Neruda, 1924. Veinte poemas de amor y una canción desesperada. Casa editrice Nascimiento (Chile).
Dieci dei martiri del Turchino non sono stati identificati; i nomi degli altri patrioti (quasi tutti giovanissimi) sono:

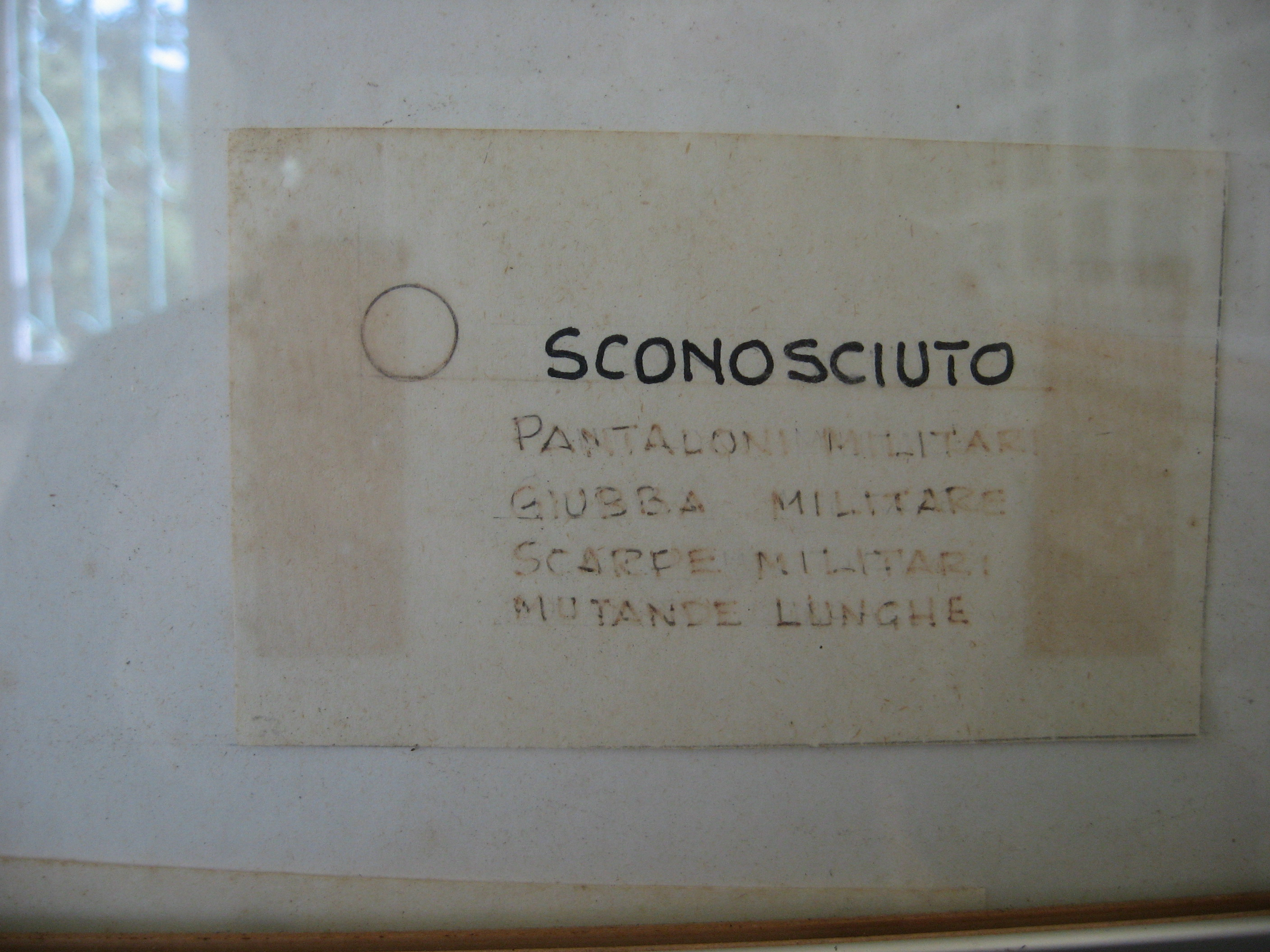
Uno dei fogli che riportano le informazioni note di un ucciso, non identificato, nella strage del Turchino

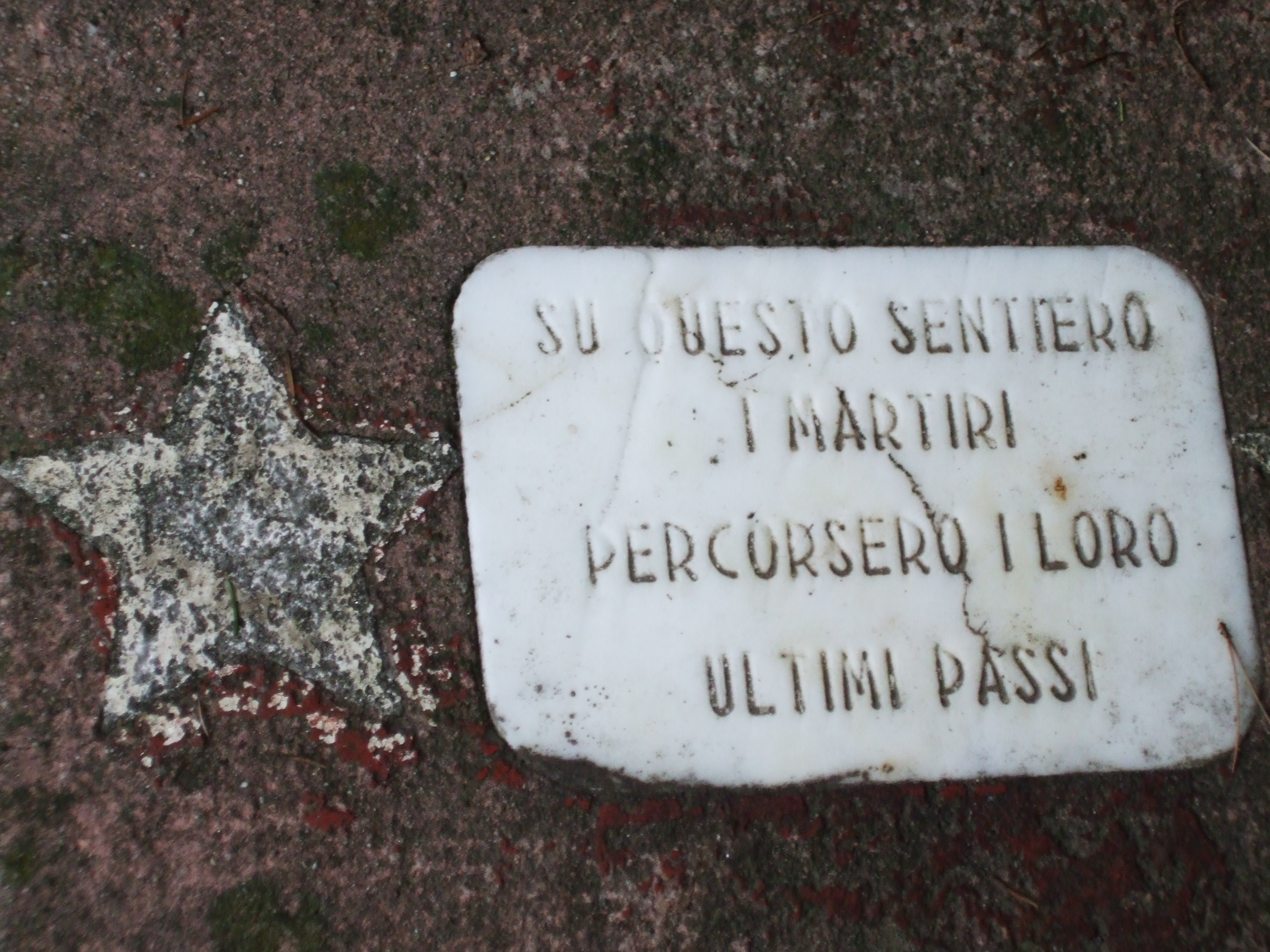
Targa all'imbocco del sentiero che parallelo alla scalinata conduce al cippo commemorativo

1. Aldo Matteo Alloisio (nato a Lerma il 2/10/1921), III Brigata Liguria
2. Domenico Arecco (Parodi Ligure, 23/8/1913), Brigata Autonoma Militare
3. Valerio Bavassano (Genova, 14/1/1923), III Brigata Liguria
4. Giuseppe Bottaro (Genova, 24/3/1905), Brigata V.A.I. "Giovine Italia"
5. Angelo Briano (Savona, 21/4/1922), Div. "Gin Bevilacqua", Brig. "Crosetti" (Savona)
6. Attilio Briano (Savona, 8/5/1923), Div. "Gin Bevilacqua", Brig. "Crosetti" (Savona)
7. Renato Brunati (Venezia, 8/2/1903), II Div. "Felice Cascione", V Brig. "Nuvolini" (Imperia)
8. Augusto Calzolari (Arcola, 28/9/1924), Div. Gramsci (La Spezia)
9. Giulio Cannoni (Rapolano, 15/12/1920), III Brigata Liguria
10. Angelo Castellini (Aulla, 11/11/1924), Brigata Autonoma Muccini (La Spezia)
11. Pietro Cavallo (Genova-Sampierdarena, 14/9/1924), III Brigata Liguria
12. Alessandro Cavanna (Alessandria, 24/2/1922), C.L.N. S. Margherita Ligure e Brig. V.A.I. "Giovine Italia"
13. Gaetano Colombo (Savona, 4/7/1900), Div. Gramsci, Brig. Colombo (Savona)
14. Mario Dagnino (Genova-Pegli, 19/3/1925), III Brigata Liguria
15. Orazio Esposto (Genova-Sampierdarena, 22/4/1896), Comando IV Zona Operativa
16. Sandro Fallabrino (Genova-Sestri, 5/7/1925), Brigata S.A.P. Longhi (Genova)
17. Edoardo Ferrari (Olivetta San Michele, 4/4/1922), appartenenza: non accertata
18. Gio Battista Ferrero (Camporosso, 3/9/1924), appartenenza: non accertata
19. Francesco Fialdini (Massa, 2/5/1924), III Brigata Liguria
20. Giovanni Fialdini (Massa, 2/5/1924), III Brigata Liguria
21. Pietro Fraguglia (Genova-Sampierdarena, 24/2/1924), III Brigata Liguria
22. Enrico Gaiti (La Spezia, 23/6/1920), III Brigata Liguria
23. Bruno Ghiglione (Genova-Sampierdarena, 18/10/1924), Brigata Autonoma Militare
24. Pietro Gibelli (Camporosso, 4/5/1924), appartenenza: non accertata
25. Enrico Grenno (Biestro, 25/8/1925), Caduto civile
26. Luigi Grenno (Biestro, 11/11/1920), Caduto civile
27. Emilio Guerra (Genova-Sampierdarena, 19/11/1905), III Brigata Liguria
28. Onorato Leone (Mondovì, 30/4/1919), appartenenza: non accertata
29. Guido Lia (Brescia, 4/10/1908), appartenenza non accertata
30. Rino Mandoli (Genova, 13/12/1912), III Brigata Liguria
31. Umberto Mantellato (Genova, 29/3/1907), III Brigata Liguria
32. Salvatore Marozzelli (Napoli, 7/1/1904), Caduto civile
33. Giovanni Martini (Genova-Voltri, 22/2/1918), III Brigata Liguria
34. Antonio Massa (Mele, 6/10/1924), III Brigata Liguria
35. Giancarlo Odino (Genova, 9/8/1894), Brigata Autonoma Militare
36. Ubaldo Ottonello (Masone, 2/2/1922), III Brigata Liguria
37. Isidoro Pestarino (Genova, 20/9/1920), Brigata Autonoma Militare
38. Francesco Podestà (Genova, 16/4/1923), Brigata Autonoma Militare
39. Luigi Ratto (Novi Ligure, 15/6/1904), Div. Cichero, Brig. Balilla
40. Luigi Rocca (Santa Margherita Ligure, 30/8/1905), C.L.N. S. Margherita Ligure
41. Domenico Santo (Biestro, 28/4/1902), Caduto civile
42. Angioletto Sasso (Imperia Oneglia, 10/2/1922), II Div. "Felice Cascione", IV Brig. "E. Guarrini" (Imperia)
43. Cesare Scolesite (Genova, 11/11/1905), III Brigata Liguria
44. Rinaldo Sozo (Camporosso, 15/10/1922), appartenenza: non accertata
45. Renzo Tassara (Genova, 23/3/1925), III Div. Alpi, Brig. Valle Pesio
46. Pietro Turni (Stettino, 18/1/1905), appartenenza: non accertata
47. Bartolomeo Uberti (Genova, 5/8/1907), appartenenza: non accertata
48. Walter Ulanowski (Trieste, 6/7/1923), III Brigata Liguria
49. Angelo Verdino (Mallare, 2/8/1907), Caduto civile